# Terast mis hangund me hinge 10218
Terast mis hangund me hinge 10218 är det andra studioalbumet av det estniska folk metal-bandet Metsatöll. Det gavs ut 11 november 2005 av Nailboard Records på CD samt på vinyl i en begränsad upplaga på 500 exemplar inklusive en poster och ett vykort. Gitarristen Lauri "Varulven" Õunapuu spelar på skivan även traditionella folkmusikinstrument som säckpipa, kantele och mungiga.
Albumet Terast mis hangund me hinge spelades från början in redan 1999 av originalmedlemmarna i bandet, sångaren och gitarristen Markus "Rabapagan" Teeäär tillsammans med dåvarande basisten Andrus Tins och trummisen Silver "Factor" Ratassepp. Den nya sättningen spelade åter in låtarna 2005 med nya arrangemang. Beteckningen 10218 i titeln på denna upplaga grundar sig enligt bandet i den "lokala naturreligionen" där tideräkningen börjar med Billinge-katastrofen  angiven till 8 213 år före vår tideräkning, den tidpunkt då större delen av dagens Estland ska ha stigit upp ur havet. Enligt detta sätt att räkna utgavs detta album år 10 218, därav titeltillägget.
Omslaget är gjort av Tiit Kobrusepp och Merilin Maamet, albumet är mixat av Kristo Kotkas och mastrat av Mika Jussila.
Metsatöll tilldelades för Terast mis hangund me hinge 10218 utmärkelsen Årets metallakt på Eesti Muusikaauhinnad-galan (Estonian Music Awards) 2006. Gruppen var även nominerad till utmärkelserna Årets grupp och Årets rockartist vid det årets gala.

## Musiker

### Bandmedlemmar
- Markus "Rabapagan" Teeäär – sång, rytmgitarr
- Lauri "Varulven" Õunapuu – gitarr, sång, säckpipa, flöjt, cittra, mungiga och andra folkmusikinstrument
- Raivo "KuriRaivo" Piirsalu – bas, bakgrundssång
- Marko Atso – trummor, bakgrundssång

### Övrig medverkan
- Mika Jussila - mastering
- Kristo Kotkas - inspelning, mixning
- Tiit Kobrusepp - omslagskonst
- Merilin Maamets - omslagskonst

## Låtlista
Estniska titlar
1. Sissejuhatus - 01:47
2. Veresulased - 6:13
3. Hundiraev - 06:07
4. Terasetuli  - 04:38
5. Mõõk - 04:00
6. Terast mis hangund me hinge  - 04:53
7. Metsaviha 1 - 03:40
8. Metsaviha 2 - 05:05
9. Põhjatuulte pojad ja tütred - 07:47
10. Oma laulu ei leia ma üles - 03:52

Bandets översättning av låttitlarna till engelska
1. Sissejuhatus
2. Bloodservants
3. Wolfrage
4. Steelfire
5. The Sword
6. Steel Frozen In Our Souls
7. Woodwrath 1
8. Woodwrath 2
9. Sons And Daughters of the Northern Winds
10. I Cannot Find My Song